# Explorers (Star Trek: Deep Space Nine)
"Explorers" és el 22è episodi de la tercera temporada de la sèrie de televisió de ciència-ficció estatunidenca Star Trek: Deep Space Nine, el 68è de tota la sèrie. Originalment es van emetre en redifusió a partir del 8 de maig de 1995. La història va ser escrita per René Echevarria, mentre que l'episodi va ser dirigit per Cliff Bole i la banda sonora va ser creada per Dennis McCarthy.
Ambientada al segle XXIV, la sèrie segueix les aventures a Espai Profund 9, una estació espacial situada prop d'un forat de cuc estable entre els Quadrants Alfa i Gamma de la Via Làctia, prop del planeta Bajor, mentre els bajorans es recuperen d'una brutal ocupació de dècades pels imperialistes cardassians. El Quadrant Gamma acull un imperi hostil conegut com el Domini, governat pels Fundadors que canvien de forma. En aquest episodi, el comandant humà de l'estació Benjamin Sisko, després d'haver-se interessat en la cultura bajorana, construeix una rèplica d'una antiga nau espacial bajorana.
L'episodi va aconseguir una qualificació Nielsen de 6,7 punts quan es va emetre per primera vegada.

## Argument
Benjamin Sisko ha estat estudiant la cultura bajorana i creu que les antigues llegendes poden contenir un gra de veritat: els antics bajorans podrien haver viatjat fora del seu propi sistema solar utilitzant vent solar per impulsar petites naus, potser fins i tot arribant fins a Món natal cardassià.
Sisko ha obtingut diagrames d'una nau far i decideix construir la nau i refer la ruta dels antics bajorans. Una breu conversa amb l'oficial cardassià Dukat revela matisos polítics de l'aventura: un èxit significaria acceptar els èxits dels antics bajorans que els cardassians han descartat com a "contes de fades". Malgrat la reticència inicial, el fill de Sisko Jake accepta acompanyar-lo en el viatge.
El viatge és una oportunitat perquè els Sisko parlin. Jake revela que ha estat acceptat al Pennington Institute, una prestigiosa escola de Wellington, Nova Zelanda; però té previst ajornar la seva admissió per no deixar sol el seu pare a Espai Profund 9. També recomana que el seu pare torni a sortir amb algú.
Quan la nau entra en un "remolí de taquions", s'accelera a velocitats de curvatura, però les veles i els instruments de navegació estan danyats. Sisko intenta demanar ajuda, però no aconsegueixen contactar amb Espai Profund 9. Aviat, però, són aclamats per ni més ni menys que Dukat, que anuncia que han arribat a l'espai cardassià. A més, Dukat esmenta que la seva arribada coincideix amb el descobriment de les restes d'una nau solar similar que va naufragar fa segles a Cardassia, cosa que demostra que els antics bajorans van fer el mateix viatge. Sisko comenta la coincidència, insinuant que la revelació pot haver estat un intent d'última hora per part dels cardassians de salvar les aparences. Mentre els viatgers assimilen aquesta informació i la celebren, els cardassians encenen focs artificials per celebrar l'assoliment de Sisko i el seu fill.
Una subtrama implica que el Dr. Julian Bashir descobreix que el seu antic rival acadèmic de la facultat de medicina ha de visitar Espai Profund 9. Competitiu i nerviós, Bashir se sorprèn que ella l'ignori completament a casa de Quark. Després d'una vetllada emborratxant-se amb el cap O'Brien, Bashir reuneix el seu coratge i s'acosta al rival, que revela que l'envejada tasca que va acceptar, que li va atorgar el seu rang de classe superior, va resultar poc inspiradora; a més, no va reconèixer Bashir perquè pensava que en realitat era un andorià. Mentrestant, ha estat seguint la feina de Bashir amb gran entusiasme i acaben l'episodi discutint la seva investigació mèdica en profunditat.

## Actors convidats
- Marc Alaimo - Dukat
- Bari Hochwald - Dr. Lense
- Chase Masterson - Leeta

## Producció
La nau far bajorana va ser dissenyada per Jim Martin treballant sota les ordres del dissenyador de producció Herman Zimmerman. Els efectes especials es van fer utilitzant imatges generades per ordinador (CGI) produïdes per Industrial Light & Magic.

## Recepció
L'episodi ha estat conegut per ser optimista, amb el que una crítica va anomenar "un entusiasme per l'exploració espacial". Screen Rant el va qualificar com el 13è episodi més esperançador de la sèrie Star Trek.
Keith DeCandido a tor.com la va puntuar amb 7 sobre 10. El considera malgrat tot un episodi divertit, que s'agraeix "després de la pesadesa de les dues parts anteriors".
El 2020, Io9 va dir que aquest era un dels episodis "imprescindibles" de la sèrie, i va comentar que hi havia "temps emotiu i important entre pare i fill entre Sisko i el seu fill".

## Llançaments
Aquest episodi es va publicar el 2 d'octubre de 1998 al Japó com a part del conjunt de LaserDisc de mitja temporada 3a temporada vol. 2.
L'episodi es va estrenar el 3 de juny de 2003 a Amèrica del Nord com a part del conjunt de DVD de la temporada 3. El DVD inclou el reportatge "Sailing Through the Stars: A Special Look at 'Explorers'", que incloïa una discussió amb el dissenyador de producció Herman Zimmerman sobre el disseny de la nau far, així com art conceptual de l'episodi. L'episodi es va estrenar el 3 de juny de 2003 a Amèrica del Nord com a part del conjunt de DVD L'episodi es va tornar a publicar el 2017 amb la caixa completa de DVD de la sèrie, que de nou incloïa el reportatge "Sailing Through the Stars".
Va ser publicat en cinta VHS per Paramount Home Video (número de catàleg VHR4145), juntament amb "The Die is Cast" al mateix videocasset..